# Остаев, Алексей Егорович
Алексе́й Его́рович Оста́ев (2 [15] декабря 1905; село Сохта ныне Дзауского района Южной Осетии — 7 января 1942) — Герой Советского Союза (1940), майор (1941), военный лётчик.

## Биография
Родился 2 (15) декабря 1905 года в селе Сохта ныне Дзауского района Южной Осетии. Осетин. В 1918—1925 годах батрачил. С 1925 года жил в селе Ногир (Пригородный район Северной Осетии). Был ремонтным рабочим на железной дороге на участке Владикавказ — Назрань. В сентябре 1926 — сентябре 1927 служил в армии, красноармеец Кавказского стрелкового полка. С 1927 года работал милиционером, молотобойцем и слесарем на строительстве Гизельдонской гидроэлектростанции (Северная Осетия).

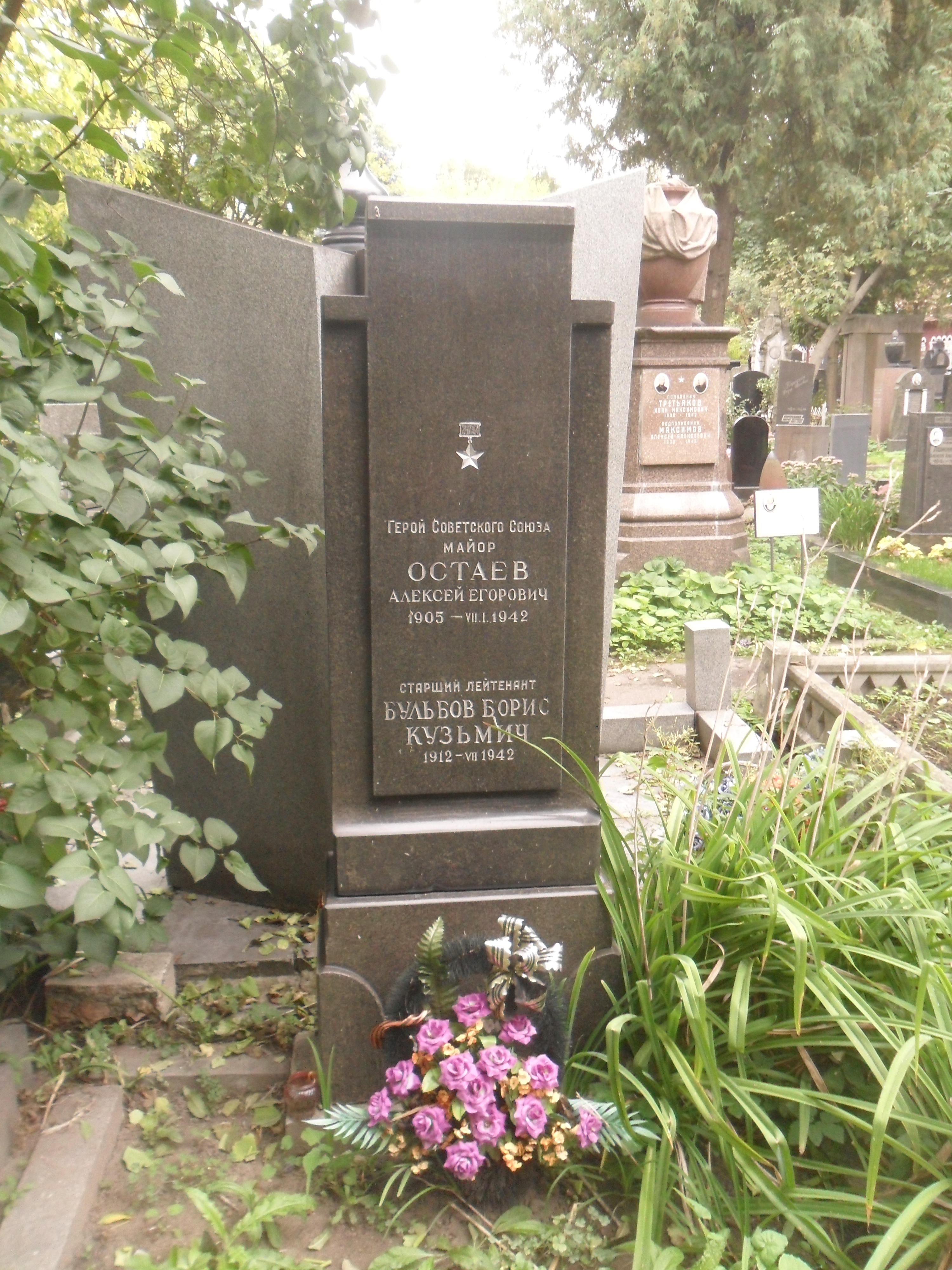
Могила Остаева на Новодевичьем кладбище Москвы.

Вновь в армии с июня 1931 года. В октябре 1931 года окончил школу переподготовки командиров запаса в городе Детское Село (ныне город Пушкин Ленинградской области), в 1933 году — Луганскую военную авиационную школу лётчиков. В июле-декабре 1933 — лётчик-инструктор Луганской военной авиационной школы лётчиков. Затем служил в строевых частях ВВС лётчиком, командиром корабля и командиром звена (в Ленинградском военном округе).
Участник советско-финляндской войны: в ноябре 1939 — марте 1940 — старший лётчик 58-го скоростного бомбардировочного авиационного полка. 19 декабря 1939 года в воздушном бою тяжело ранен в ногу. Был отправлен в госпиталь, но вернулся в полк и помогал готовить самолёты к вылетам. Вскоре добился разрешения летать на боевые задания. 19 февраля 1940 года его самолёт был подбит, но он на одном двигателе сумел вернуться на свой аэродром. Всего совершил 30 боевых вылетов на бомбардировщике СБ.
За мужество и героизм, проявленные в боях, указом Президиума Верховного Совета СССР от 21 марта 1940 года старшему лейтенанту Остаеву Алексею Егоровичу присвоено звание Героя Советского Союза с вручением ордена Ленина и медали «Золотая Звезда».
Продолжал службу в ВВС командиром звена (в Ленинградском военном округе). В апреле 1941 года окончил Рязанскую высшую военную школу штурманов ВВС. С мая 1941 года служил в ВВС заместителем командира авиаэскадрильи (в Московском военном округе).
Участник Великой Отечественной войны: в июне-ноябре 1941 – заместитель командира и командир авиаэскадрильи, а с ноября 1941 года – командир 208-го ближнебомбардировочного авиационного полка 46-й авиационной дивизии (Западный фронт и ПВО Москвы). Участвовал в оборонительных боях в Белоруссии, Смоленском сражении и Московской битве. Совершил несколько боевых вылетов на самолётах СБ и Пе-3.
Погиб 7 января 1942 года на самолёте Пе-3 при возвращении с боевого задания. Похоронен на Новодевичьем кладбище в Москве.

## Награды
- Герой Советского Союза (21.03.1940);
- орден Ленина (21.03.1940);
- орден Красного Знамени (15.01.1940).

## Память
- Его бюст установлен на Аллее Героев в городе Цхинвал (Южная Осетия).
- Его имя носят улицы в городах Владикавказ и Цхинвал, а также в сёлах Донгарон, Ногир, Сунжа и Тарское (Пригородный район Северной Осетии).
- Во Владикавказе на здании школы, носящей его имя, и в селе Ногир установлены мемориальные доски.
- 6 мая 2015 года в селе Сохта Дзауского района Южной Осетии состоялось торжественное открытие памятника герою Советского Союза, лётчику Алексею Егоровичу Остаеву[2].